# Sigma Olomouc
O SK Sigma Olomouc é uma equipe de futebol da cidade de Olomouc, na região da Morávia, na República Tcheca. Foi fundado em 1919. Suas cores são azul e branco.
Disputa suas partidas no Andruv Stadium, em Olomouc, que tem capacidade para 12.541 espectadores.
A equipe compete atualmente na primeira divisão do Campeonato Tcheco, no qual teve uma ascensão mais recente, sem conseguir muito sucesso na época do Campeonato Tchecoslovaco. Sua melhor colocação foi o vice-campeonato em 1995/96, ficando atrás do Slavia Praga. Também ficou na terceira colocação em 1990/91, 1991/92, 1997/98, 2000/01 e 2003/04.
Nas competições européias, sua melhor participação foi quando alcançou as quartas-de-final da Copa da UEFA na temporada 1991/92. Na ocasião, passou pelo Bangor, da Irlanda do Norte, vencendo as duas partidas por 3 a 0. Também passou pelo Torpedo Moscou, vencendo por 2 a 0 em casa e empatando sem gols na União Soviética. Já nas oitavas, surpreendeu o Hamburgo vencendo na Alemanha por 2 a 1 e goleando em casa por 4 a 1, somando 6 a 2 no total. Porém, nas quartas de final sucumbiu para o Real Madrid, empatando em casa por 1 a 1, mas perdendo na Espanha por 2 a 1.
Outro resultado surpreendente foi na Copa da UEFA do ano seguinte, quando na segunda fase goleou o Fenerbahçe em casa por 7 a 1, após perder por 1 a 0 na Turquia. Porém, na terceira fase perdeu as duas partidas para a Juventus, por 2 a 1 em casa e 5 a 0 na Itália. A Juve viria a ser campeã naquela temporada.

## Nomes
- 1919 - FK Hejčín Olomouc (Fotbalový klub Hejčín Olomouc)
- 1920 - SK Hejčín Olomouc (Sportovní klub Hejčín Olomouc)
- 1947 – Hejčínský SK Banské a Hutní Olomouc (Hejčínský Sportovní klub Banské a Hutní Olomouc)
- 1948 – ZSJ BH Olomouc (Základní sportovní jednota Banské a Hutní Olomouc)
- 1949 – Sokol MŽ Olomouc (Sokol Moravské železárny Olomouc)
- 1952 – Sokol Hanácké železárny Olomouc
- 1953 – DSO Baník MŹ Olomouc (Dobrovolná sportovní organizace Baník Moravské železárny Olomouc)
- 1955 – TJ Spartak MŽ Olomouc (Tělovýchovná jednota Spartak Moravské železárny Olomouc)
- 1960 – TJ MŽ Olomouc (Tělovýchovná jednota Moravské železárny Olomouc)
- 1966 – TJ Sigma MŽ Olomouc (Tělovýchovná jednota Sigma Moravské železárny Olomouc)
- 1979 – TJ Sigma ZTS Olomouc (Tělovýchovná jednota Sigma ZTS Olomouc)
- 1990 – SK Sigma MŽ Olomouc (Sportovní klub Sigma Moravské železárny Olomouc, a.s.)
- 1996 – SK Sigma Olomouc (Sportovní klub Sigma Olomouc, a.s.)

## Títulos
- Copa Intertoto: 1986.
- Campeonato Tcheco da 2ª Divisão: 2014/15 e 2016/17.
- Taça da República Tcheca: 2011/12, 2024/25.
- Supertaça da República Tcheca: 2012.

## Uniformes

### Uniformes atuais
- 1º - Camisa azul, calção e meias azuis;
- 2º - Camisa vermelha, calção e meias vermelhas;
- 3º - Camisa branca, calção e meias brancas.

| 1º Uniforme | 2º Uniforme | 3º Uniforme | 100 Anos |

### Uniformes anteriores
- 2018-19

| Primeiro | Segundo | Terceiro |

- 2017-18

| Primeiro | Segundo | Terceiro |

- 2016-17

| Primeiro | Segundo | Terceiro |

- 2015-16

| Primeiro | Segundo | Terceiro |

- 2014-15

| Primeiro | Segundo | Terceiro |

- 2013-14

| Primeiro | Segundo | Terceiro |  |

- 2012-13

| Primeiro | Segundo | Terceiro |

- 2011-12

| Primeiro | Segundo |  |

- 2010-11

| Primeiro | Segundo |  |

- 2006-07

| Primeiro | Segundo |  |